# Deutsche Mannschaftsmeisterschaften Schwimmen (Frauen) 2019
Der Ligenwettbewerb Deutsche Mannschaftsmeisterschaften Schwimmen, kurz DMS, der Frauen wurde 2019 im Januar und Februar ausgetragen. Der SV Würzburg 05 schaffte den Titel-Hattrick, in dem man nach 2017 und 2018 die dritte Meisterschaft in Folge errang.

## 1. Bundesliga
Der SV Würzburg 05 verteidigte im Essener Sportbad am Thurmfeld seinen Titel aus dem Vorjahr erfolgreich. In die untergeordnete 2. Bundesliga stiegen zur Folgesaison die Wasserfreunde Spandau 04 sowie der SC Magdeburg ab, im Gegenzug stiegen in die 1. Bundesliga die Neckarsulmer Sport-Union und der SC Wiesbaden 1911 auf.
Für die punktbeste Einzelleistung der Meisterschaft sorgte Leonie Antonia Beck aus Würzburg mit ihren 905 Punkten über 400 m Freistil.

### Modus
Im Wettkampf der 1. Bundesliga, an der 12 Mannschaften teilnahmen, wurde auf einer 25-m-Bahn an zwei aufeinanderfolgenden Tagen in drei Abschnitten jeweils das komplette olympische Programm geschwommen. Deutscher Mannschaftsmeister wurde die Mannschaft mit der höchsten Gesamtpunktzahl (berechnet anhand der FINA-Punktetabelle). Die zwei letztplatzierten Mannschaften der 1. Bundesliga (Plätze 11 und 12) stiegen in die 2. Bundesliga ab. Eine Schwimmerin durfte nur in fünf Wettkämpfen starten, wobei eine Schwimmstrecke nur im Falle eines Nachschwimmens wiederholt werden durfte. Der Start im Nachschwimmen wurde auf die Anzahl der Starts der Schwimmerin angerechnet.

### Zeitplan
| Zeitplan                 | Zeitplan  | Zeitplan     |
| ------------------------ | --------- | ------------ |
| Samstag: 2. Februar 2019 | 10.00 Uhr | 1. Abschnitt |
| Samstag: 2. Februar 2019 | 15.00 Uhr | 2. Abschnitt |
| Sonntag: 3. Februar 2019 | 10.00 Uhr | 3. Abschnitt |

### Abschlusstabelle
| Platz | Mannschaft                | Gesamt Punkte | 1. Abschnitt Punkte | 2. Abschnitt Punkte | 3. Abschnitt Punkte |
| ----- | ------------------------- | ------------- | ------------------- | ------------------- | ------------------- |
| 01.   | SV Würzburg 05 (M)        | 28.276        | 9.541               | 9.473               | 9.262               |
| 02.   | SV Nikar Heidelberg       | 27.130        | 9.038               | 9.093               | 8.999               |
| 03.   | SG Neukölln Berlin        | 26.498        | 8.810               | 8.796               | 8.892               |
| 04.   | SG Essen                  | 26.440        | 8.769               | 8.741               | 8.930               |
| 05.   | SG Frankfurt              | 26.074        | 8.845               | 8.458               | 8.771               |
| 06.   | SSG Leipzig (N)           | 25.867        | 8.675               | 8.796               | 8.396               |
| 07.   | SG Stadtwerke München (N) | 25.552        | 8.561               | 8.488               | 8.503               |
| 08.   | SSG Saar Max Ritter       | 24.449        | 8.237               | 7.934               | 8.278               |
| 09.   | Potsdamer SV              | 24.407        | 7.764               | 8.533               | 8.110               |
| 10.   | SG Dortmund               | 23.796        | 8.051               | 7.611               | 8.134               |
| 11.   | Wasserfreunde Spandau 04  | 23.694        | 7.824               | 7.896               | 7.974               |
| 12.   | SC Magdeburg              | 22.707        | 7.603               | 7.483               | 7.621               |

 Deutscher Mannschaftsmeister
  Absteiger in die 2. Bundesliga 2020
 (M) Deutscher Mannschaftsmeister 2018
 (N) Aufsteiger aus der 2. Bundesliga 2018

### Die Meistermannschaft
| 1.                      | SV Würzburg 05 |
| Logo vom SV Würzburg 05 | Zsuzsanna Jakabos, Alina Hennl, Monika Ollè, Carolin Dorfner, Lea Boy, Fanni Gyurinovics, Dalma Sebestyén, Leonie Antonia Beck, Dorottya Dobos, Sasha Touretski - Trainer: Stefan Lurz |

## 2. Bundesliga
Die zwei punktbesten Mannschaften aus der 2. Bundesliga und damit Aufsteiger in die 1. Bundesliga, kamen aus der Staffel Süd und waren die Neckarsulmer Sport-Union und der SC Wiesbaden 1911.

### Modus
Der Wettkampf der 2. Bundesliga war ausgelegt für je 12 Mannschaften in den Ligen Nord, West und Süd. Auf einer 25-m-Bahn wurde in zwei Abschnitten an einem Tag jeweils das komplette olympische Programm geschwommen. Die beiden punktbesten Mannschaften (berechnet anhand der FINA-Punktetabelle) der 2. Bundesligen (übergreifende Wertung) stiegen in die 1. Bundesliga auf. Die beiden letztplatzierten Mannschaften jeder Staffel (Plätze 11 und 12) stiegen in die höchste Landesverbandsliga ab. Stiegen aus der 1. Bundesliga mehr Mannschaften in eine Staffel der 2. Bundesliga ab, als aus dieser in die 1. Bundesliga aufstiegen, mussten so viele Mannschaften aus der betroffenen Staffel absteigen, dass jeder Staffel wieder 12 Mannschaften angehörten. Eine Schwimmerin durfte nur in vier Wettkämpfen starten, wobei eine Schwimmstrecke nur im Falle eines Nachschwimmens wiederholt werden durfte. Der Start im Nachschwimmen wurde auf die Anzahl der Starts der Schwimmerin angerechnet.

### Staffel Nord
Der Wettkampf fand am 2. Februar 2019 im Huntebad OLantis von Oldenburg statt.
Für die punktbeste Einzelleistung der 2. Bundesliga Nord sorgte Laura Riedemann aus Halle mit 802 Punkten über 100 m Rücken.
 Abschlusstabelle 
| Platz | Mannschaft                               | Gesamt Punkte | 1. Abschnitt Punkte | 2. Abschnitt Punkte |
| ----- | ---------------------------------------- | ------------- | ------------------- | ------------------- |
| 01.   | SG Stormarn Barsbüttel                   | 15.545        | 7.585               | 7.960               |
| 02.   | Wassersportfreunde von 1898 Hannover (A) | 15.519        | 7.572               | 7.947               |
| 03.   | SV Halle (A)                             | 15.047        | 7.534               | 7.513               |
| 04.   | Berliner TSC                             | 14.760        | 7.395               | 7.365               |
| 05.   | Delmenhorster SV                         | 14.538        | 7.154               | 7.384               |
| 06.   | Swim-Team Stadtwerke Elmshorn            | 14.507        | 7.419               | 7.088               |
| 07.   | Hamburger Schwimm-Club von 1879          | 14.362        | 7.406               | 6.956               |
| 08.   | SC Delphin Lübeck                        | 14.014        | 6.917               | 7.097               |
| 09.   | TSG Huchting/Blumenthal Bremen (N)       | 13.864        | 6.968               | 6.896               |
| 10.   | TV Jahn Wolfsburg (N)                    | 13.303        | 6.826               | 6.477               |
| 11.   | TWG 1861 Göttingen                       | 13.067        | 6.671               | 6.396               |
| 12.   | SGS Bremerhaven                          | 12.789        | 6.294               | 6.495               |

 Absteiger in die Landesverbandsebene
 (A) Absteiger aus der 1. Bundesliga 2018
 (N) Aufsteiger aus der Landesverbandsebene

### Staffel West
Der Wettkampf fand am 2. Februar 2019 in der Schwimmhalle Ost von Aachen statt.
Für die punktbeste Einzelleistung der 2. Bundesliga West sorgte Jessica Steiger aus Gladbeck mit 810 Punkten über 200 m Freistil.
 Abschlusstabelle 
| Platz | Mannschaft                              | Gesamt Punkte | 1. Abschnitt Punkte | 2. Abschnitt Punkte |
| ----- | --------------------------------------- | ------------- | ------------------- | ------------------- |
| 01.   | SG Bayer                                | 16.807        | 8.517               | 8.290               |
| 02.   | VfL Gladbeck                            | 16.621        | 8.219               | 8.402               |
| 03.   | SG Gladbeck/Recklinghausen              | 15.494        | 7.681               | 7.813               |
| 04.   | Blau-Weiß Bochum                        | 15.050        | 7.578               | 7.472               |
| 05.   | Wasserfreunde Bielefeld                 | 14.979        | 7.515               | 7.464               |
| 06.   | SG Schwimmen Münster                    | 14.959        | 7.680               | 7.279               |
| 07.   | TPSK 1925                               | 14.765        | 7.380               | 7.385               |
| 08.   | SG Essen II                             | 14.589        | 7.333               | 7.256               |
| 09.   | Schwimm- und Sportfreunde Bonn 1905 (N) | 14.444        | 7.370               | 7.074               |
| 10.   | SG Ruhr                                 | 14.300        | 7.098               | 7.202               |
| 11.   | SG Essen III (N)                        | 13.223        | 6.587               | 6.636               |
| 12.   | 1. Paderborner SV                       | 13.154        | 6.627               | 6.527               |

 Absteiger in die Landesverbandsebene
 (N) Aufsteiger aus der Landesverbandsebene

### Staffel Süd
Der Wettkampf fand am 2. Februar 2019 im Taubertsbergbad von Mainz statt.
Für die punktbeste Einzelleistung der 2. Bundesliga Süd sorgte Annika Bruhn aus Neckarsulm mit 846 Punkten über 200 m Freistil.
 Abschlusstabelle 
| Platz | Mannschaft                          | Gesamt Punkte | 1. Abschnitt Punkte | 2. Abschnitt Punkte |
| ----- | ----------------------------------- | ------------- | ------------------- | ------------------- |
| 01.   | Neckarsulmer Sport-Union (N)        | 18.577        | 9.147               | 9.430               |
| 02.   | SC Wiesbaden 1911                   | 17.697        | 8.915               | 8.782               |
| 03.   | SC Chemnitz 1892                    | 16.737        | 8.179               | 8.558               |
| 04.   | DSW 1912 Darmstadt                  | 16.736        | 8.477               | 8.259               |
| 05.   | SG Mittelfranken                    | 16.404        | 8.258               | 8.146               |
| 06.   | SG Region Karlsruhe                 | 16.196        | 8.183               | 8.013               |
| 07.   | SG EWR Rheinhessen-Mainz (N)        | 15.717        | 7.814               | 7.903               |
| 08.   | SG Regio Freiburg                   | 15.188        | 7.617               | 7.571               |
| 09.   | SV Würzburg 05 II (N)               | 14.858        | 7.057               | 7.801               |
| 10.   | Hofheimer SC                        | 14.763        | 7.451               | 7.312               |
| 11.   | 1. Dresdner Schwimmgemeinschaft (N) | 14.461        | 7.390               | 7.071               |
| 12.   | Swimteam HedDos                     | 13.755        | 6.915               | 6.840               |

 Aufsteiger in die 1. Bundesliga 2020

 Absteiger in die Landesverbandsebene

(N) Aufsteiger aus der Landesverbandsebene